# Santuari de la Mare de Déu del Remei (Bolvir)
El Santuari de la Mare de Déu del Remei és una obra historicista de Bolvir (Baixa Cerdanya) protegida com a Bé Cultural d'Interès Local. L'arquitecte n'és Calixte Freixa i Pla.

## Descripció
Aquesta ermita va ser feta edificar per la família Manaut, a la fi del segle xix, al costat de la seva torre castell.
És damunt un promontori des d'on es contempla una esplèndida panoràmica de la Cerdanya. Aquesta situació privilegiada conjuntament amb la devoció mariana del temple fa que sigui un lloc de festes i aplecs.
L'edifici de pedra, arrebossat i cobert de llicorella, es caracteritza per una cúpula acabada amb un remat poligonal i piramidal revestida de llicorella.